# Schneckenberg (Natur- und Landschaftsschutzgebiet)
Der Schneckenberg ist ein vom Regierungspräsidium Freiburg am 26. Dezember 1978 durch Verordnung ausgewiesenes Natur- und Landschaftsschutzgebiet auf dem Gebiet der Stadt Vogtsburg im Kaiserstuhl im Landkreis Breisgau-Hochschwarzwald.

## Lage
Das Schutzgebiet liegt etwa 500 m nordöstlich des Stadtteils Achkarren und einen Kilometer südwestlich von Bickensohl. Es gehört zum Naturraum Kaiserstuhl und ist Teil des gleichnamigen FFH- und Vogelschutzgebiets. Der südliche Teil ist mit ca. 3 ha als Naturschutzgebiet, der nördliche Teil mit ca. 3,3 ha als Landschaftsschutzgebiet ausgewiesen.

## Schutzzweck
Wesentlicher Schutzzweck ist laut Schutzgebietsverordnung „die Erhaltung des Schneckenbergs als Lebensraum verschiedener Gesellschaften seltener wärmeliebender Pflanzen; als bedeutendes Demonstrations- und Forschungsobjekt der Botanik [sowie] als die Kulturlandschaft des Kaiserstuhls bereichernder, naturhafter Landschaftsteil.“

## Landschaftscharakter
Das Gebiet ist überwiegend bewaldet. Im Süden befindet sich ein als Waldbiotop geschützter Elsbeeren-Hainbuchen-Traubeneichenwald mit Flaumeichen. Darin eingebettet liegt ein hochwertiger Trockenrasen, auf dem zahlreiche seltene Pflanzenarten wie das Sand-Fingerkraut und das Sand-Vergissmeinnicht wachsen. Auch die Westliche Smaragdeidechse kommt hier vor. Im nördliche Teil sind zwei Waldlichtungen mit Magerrasenvegetation vorhanden.